# Jeungpyeong
Der Landkreis Jeungpyeong (kor.: 증평군, Jeungpyeong-gun) befindet sich in der Provinz Gyeongsangnam-do. Der Verwaltungssitz befindet sich in der Stadt Jeungpyeong-eup. Der Landkreis hatte eine Fläche von 81,8 km² und eine Bevölkerung von 38.171 Einwohnern im Jahr 2019.

Lage des Landkreises in Chungcheongbuk-do

Der Landkreis Jeungpyeong entstand 2003 aus Teilen von Goesan.